# Las Estrellas
För andra betydelser, se Las Estrellas (olika betydelser).
Las Estrellas, tidigare Galavisión, är en spanskspråkig TV-kanal tillhörande Televisa i Mexiko.